# Lekkoatletyka na Letnich Igrzyskach Olimpijskich 1956 – trójskok mężczyzn
Trójskok mężczyzn podczas XVI Letnich Igrzysk Olimpijskich w Melbourne rozegrano 27 listopada 1956 (kwalifikacje i finał) na stadionie Melbourne Cricket Ground. Zwycięzcą został reprezentant Brazylii Adhemar da Silva, który tym samym obronił tytuł zdobyty cztery lata wcześniej w Helsinkach. W finale ustanowił rekord olimpijski uzyskując wynik 16,35 m.

## Rekordy

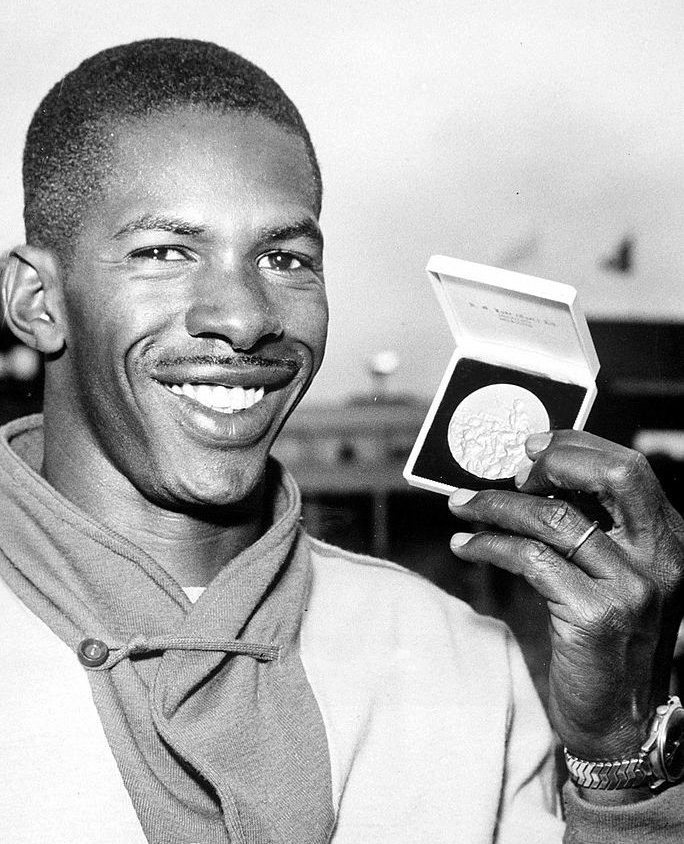
Adhemar da Silva

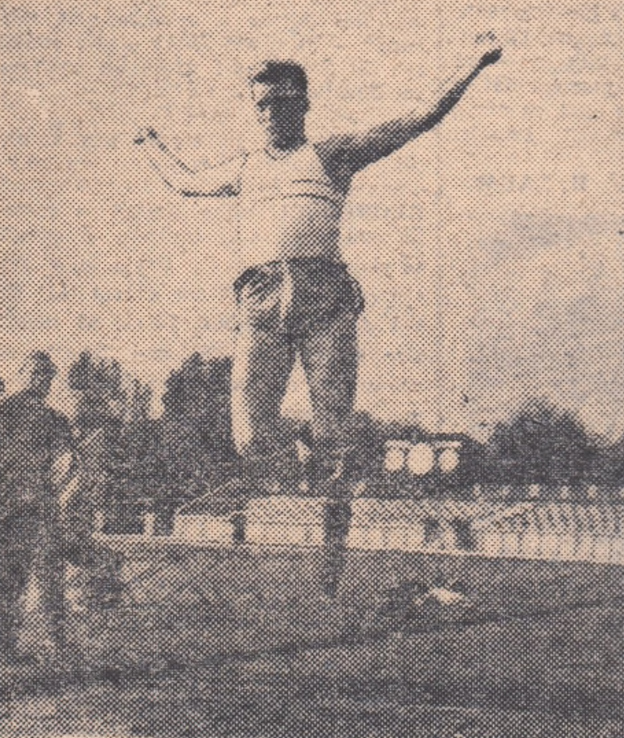
Vilhjálmur Einarsson

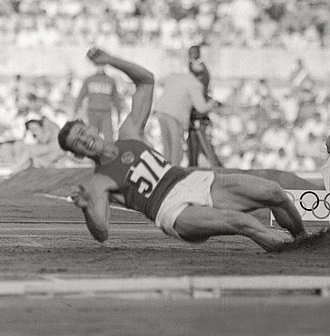
Witold Kriejer

|                   | Zawodnik         | Narodowość | Wynik | Data               | Miejsce  |
| ----------------- | ---------------- | ---------- | ----- | ------------------ | -------- |
| Rekord świata     | Adhemar da Silva | Brazylia   | 16,56 | 16 marca 1955(dts) | Meksyk   |
| Rekord olimpijski | Adhemar da Silva | Brazylia   | 16,22 | 23 lipca 1952(dts) | Helsinki |

## Wyniki
| Poz. - pozycja |
| – rekord świata \| – rekord krajowy \| – rekord życiowy \| = – wyrównany rekord życiowy \| · – najlepszy wynik w sezonie \| = – wyrównany najlepszy wynik w sezonie \| – rekord olimpijski |
| Fn – falstart \| DNF – nie ukończył \| DNS – nie wystartował \| DSQ – zdyskwalifikowany |

### Kwalifikacje
Do finału awansowali zawodnicy, którzy osiągnęli minimum 14,80 m (Q), względnie 12 najlepszych (gdyby mniej niż 12 zawodników osiągnęło minimum, q).
| Poz. | Zawodnik                  | Reprezentacja       | Próby   | Próby | Próby | Wynik   | Uwagi |
| Poz. | Zawodnik                  | Reprezentacja       | 1       | 2     | 3     | Wynik   | Uwagi |
| ---- | ------------------------- | ------------------- | ------- | ----- | ----- | ------- | ----- |
| 1.   | Teruji Kogake             | Japonia             | 15,63 w | –     | –     | 15,63 w | Q     |
| 2.   | Leonid Szczerbakow        | ZSRR                | 15,59   | –     | –     | 15,59   | Q     |
| 3.   | Koji Sakurai              | Japonia             | 15,49 w | –     | –     | 15,49 w | Q     |
| 4.   | Kari Rahkamo              | Finlandia           | 15,43 w | –     | –     | 15,43 w | Q     |
| 5.   | Witold Kriejer            | ZSRR                | 15,38   | –     | –     | 15,38   | Q     |
| 6.   | Hiroshi Shibata           | Japonia             | 15,27   | –     | –     | 15,27   | Q     |
| 7.   | George Shaw               | Stany Zjednoczone   | 14,79   | 15,23 | –     | 15,23   | Q     |
| 8.   | Tapio Lehto               | Finlandia           | 14,67   | 13,34 | 15,21 | 15,21   | Q     |
| 9.   | Vilhjálmur Einarsson      | Islandia            | 15,16   | –     | –     | 15,16   | Q     |
| 9.   | Bill Sharpe               | Stany Zjednoczone   | 15,16   | –     | –     | 15,16   | Q     |
| 11.  | Adhemar da Silva          | Brazylia            | 15,15   | –     | –     | 15,15   | Q     |
| 12.  | Éric Battista             | Francja             | 14,99   | –     | –     | 14,99   | Q     |
| 13.  | Martin Řehák              | Czechosłowacja      | 14,97   | –     | –     | 14,97   | Q     |
| 14.  | Lawrence Ogwang           | Uganda              | 14,76   | 14,31 | 14,95 | 14,95   | Q     |
| 15.  | Mohinder Singh            | Indie               | 14,66   | 14,93 | –     | 14,93   | Q     |
| 16.  | Ira Davis                 | Stany Zjednoczone   | 14,93   | –     | –     | 14,93   | Q     |
| 16.  | Peter Esiri               | Protektorat Nigerii | 14,93   | –     | –     | 14,93   | Q     |
| 18.  | Hannu Rantala             | Finlandia           | 14,45   | 14,92 | –     | 14,92   | Q     |
| 19.  | Ken Wilmshurst            | Wielka Brytania     | 14,89   | –     | –     | 14,89   | Q     |
| 20.  | Choi Yeong-gi             | Korea Południowa    | 14,86   | –     | –     | 14,86   | Q     |
| 21.  | Ryszard Malcherczyk       | Polska              | 14,84   | –     | –     | 14,84   | Q     |
| 22.  | Paul Engo                 | Protektorat Nigerii | 14,81   | –     | –     | 14,81   | Q     |
| 23.  | Brian Oliver              | Australia           | 14,37   | 14,08 | 14,74 | 14,74   |       |
| 24.  | Gabuh bin Piging          | Borneo Północne     | 14,47   | 14,55 | x     | 14,55   |       |
| 25.  | Ronald Gray               | Australia           | 14,37   | 14,46 | 14,31 | 14,46   |       |
| 26.  | Wu Chun-tsai              | Tajwan              | x       | 14,36 | x     | 14,36   |       |
| 27.  | Maurice Rich              | Australia           | 14,26   | 13,76 | 13,91 | 14,26   |       |
| 28.  | Sium bin Diau             | Borneo Północne     | 13,99   | 13,56 | 14,09 | 14,09   |       |
| 29.  | Walter Herssens           | Belgia              | 14,05   | 13,99 | –     | 14,05   |       |
| 30.  | Muhammad Ramzan Ali       | Pakistan            | x       | x     | 13,90 | 13,90   |       |
| 31.  | Muhammad Rashid           | Pakistan            | 13,00   | 13,53 | 13,35 | 13,53   |       |
| –    | Tan Eng Yoon              | Singapur            | x       | x     | x     | NM      |       |
| –    | Abdul Sattar Abdul Razzak | Królestwo Iraku     |         |       |       | DNS     |       |
| –    | Jewgienij Czen            | ZSRR                |         |       |       | DNS     |       |
| –    | Asnoldo Devonish          | Wenezuela           |         |       |       | DNS     |       |

### Finał
| Poz. | Zawodnik             | Reprezentacja       | Próby   | Próby   | Próby   | Próby | Próby | Próby | Wynik   | Uwagi |
| Poz. | Zawodnik             | Reprezentacja       | 1       | 2       | 3       | 4     | 5     | 6     | Wynik   | Uwagi |
| ---- | -------------------- | ------------------- | ------- | ------- | ------- | ----- | ----- | ----- | ------- | ----- |
| 01 ! | Adhemar da Silva     | Brazylia            | 15,69   | 16,04   | 15,90   | 16,35 | 16,26 | 16,21 | 16,35   | [ 1 ] |
| 02 ! | Vilhjálmur Einarsson | Islandia            | x       | 16,26 w | 15,81   | x     | 15,61 | –     | 16,26 w |       |
| 03 ! | Witold Kriejer       | ZSRR                | 15,83   | x       | 16,02   | 15,51 | x     | x     | 16,02   |       |
| 4.   | Bill Sharpe          | Stany Zjednoczone   | 15,88   | x       | 14,15   | –     | –     | –     | 15,88   | [ 3 ] |
| 5.   | Martin Řehák         | Czechosłowacja      | 15,58   | x       | 15,85 w | x     | 15,10 | 15,63 | 15,85 w | [ 4 ] |
| 6.   | Leonid Szczerbakow   | ZSRR                | 15,75   | x       | 15,58   | x     | 15,80 | 15,12 | 15,80   |       |
| 7.   | Koji Sakurai         | Japonia             | 15,73   | 15,59   | 15,29   | NQ    | NQ    | NQ    | 15,73   |       |
| 8.   | Teruji Kogake        | Japonia             | 15,64   | 14,71   | 15,01   | NQ    | NQ    | NQ    | 15,64   |       |
| 9.   | Ken Wilmshurst       | Wielka Brytania     | 15,42   | 15,54   | 15,09   | NQ    | NQ    | NQ    | 15,54   |       |
| 10.  | Ryszard Malcherczyk  | Polska              | 15,54 w | 15,26   | 15,41   | NQ    | NQ    | NQ    | 15,54 w |       |
| 11.  | Ira Davis            | Stany Zjednoczone   | 14,16   | x       | 15,40   | NQ    | NQ    | NQ    | 15,40   |       |
| 12.  | George Shaw          | Stany Zjednoczone   | 15,33   | x       | x       | NQ    | NQ    | NQ    | 15,33   |       |
| 13.  | Hiroshi Shibata      | Japonia             | 15,25   | 14,85   | x       | NQ    | NQ    | NQ    | 15,25   |       |
| 14.  | Kari Rahkamo         | Finlandia           | 15,21   | x       | x       | NQ    | NQ    | NQ    | 15,21   |       |
| 15.  | Mohinder Singh       | Indie               | 15,20   | x       | x       | NQ    | NQ    | NQ    | 15,20   |       |
| 16.  | Éric Battista        | Francja             | 15,15   | 15,03   | x       | NQ    | NQ    | NQ    | 15,15   |       |
| 17.  | Paul Engo            | Protektorat Nigerii | 14,98   | 15,03   | 14,87   | NQ    | NQ    | NQ    | 15,03   |       |
| 18.  | Tapio Lehto          | Finlandia           | 14,63   | 14,91 w | x       | NQ    | NQ    | NQ    | 14,91 w |       |
| 19.  | Hannu Rantala        | Finlandia           | 14,65   | 14,87   | 14,87   | NQ    | NQ    | NQ    | 14,87   |       |
| 20.  | Lawrence Ogwang      | Uganda              | 14,19   | 14,72   | 14,15   | NQ    | NQ    | NQ    | 14,72   |       |
| 21.  | Choi Yeong-gi        | Korea Południowa    | 14,65   | x       | x       | NQ    | NQ    | NQ    | 14,65   |       |
| –    | Peter Esiri          | Protektorat Nigerii | x       | x       | x       | NQ    | NQ    | NQ    | NM      |       |